# Església de Sant Vicent de la Roqueta
Els edificis que formen Sant Vicent de la Roqueta constitueixen una de les primeres edificacions cristianes a la ciutat de València. Tenen el seu origen en el culte a sant Vicent Màrtir cap al segle iv. Estan a l'antiga Via Augusta, actual carrer de Sant Vicent número 126 de la ciutat, envoltats d'edificis moderns. En l'actualitat serveix de parròquia de Crist Rei.

## Evolució històrica i artística
Els inicis de la Roqueta cal buscar-los en el segle iv quan es construí un martyrium sobre la tomba del diaca màrtir. Aquesta llegenda s'ha vist verificada per l'arqueologia que ha constatat l'existència d'una necròpoli cristiana amb una cronologia que va des del segle iv fins al vii. Així és possible que els soterraments envoltaren un temple commemoratiu, les restes del qual encara romandrien sota l'actual temple.
Les escasses notícies sobre els mossàrabs de la ciutat de València fan referència a Sant Vicent de la Roqueta, però la interpretació d'aquestes dades encara es debat entre els historiadors, que dubten de l'entitat i la persistència d'una comunitat mossàrab valenciana durant més de cinc segles de domini musulmà. En tot cas, a mitjan segle xii un grup de monjos atenia el santuari de la Roqueta, abans d'acudir en la repoblació dels llocs de Fuentidueña i Estremera.
Després de la conquesta de la ciutat per Jaume I, aquest volgué restaurar el temple, omplir-lo de rendes i privilegis i posar al seu servei una comunitat monàstica. Ja des de 1238 intentà convertir-lo en una espècie de santuari commemoratiu del restabliment del cristianisme, construint-hi una església, un monestir i un hospital. En l'administració de Sant Vicent se succeïren els monjos benedictins del Monestir de Sant Victorià d'Assan (1238-1255), els frares mercedaris, una altra vegada els monjos de Sant Victorià (1259-1287-89) i finalment fou el Monestir de Poblet qui es quedà amb la possessió del priorat de Sant Vicent.
L'any 1240 ja estaven començades les obres de l'església i poc després ho farien les obres del monestir i l'hospital adjunts, el 1278 el complex encara no s'havia acabat. D'aquesta època el millor conservat són les dues portades tardoromàniques. Encara el 1327 Vidal de Blanes, bisbe de la ciutat, reclamava donacions per a la conclusió de les obres, si bé no se sap si era per a una nova església o una remodelació. A la llarga dels segles xiv i xv es construïren, segons la documentació, diverses capelles al voltant de l'església major. El 1448 el monestir té onze monjos, amb cuina, dormitori, sala capitular, sagristia i altres dependències a banda de l'església.
De les dues portades tardoromàniques que conserva, la més interessant és la que dona al claustre i coincideix amb la capella dedicada a sant Vicent a l'església actual. Aquesta, atenent a la seua riquesa decorativa, degué ser l'accés principal del temple. És una portada de mig punt amb arquivoltes sostingudes per columnes. L'ornamentació està concentrada als capitells historiats, esculpits amb la vida del màrtir, amb un estil naturalista, semblant a la resta d'escultura valenciana de finals del romànic, la Porta de Palau de la catedral i de la catalana amb la Seu Vella de Lleida. El seu estil i notícies documentals permeten datar-la entre 1240 i 1287, any del seu traspàs a Poblet. L'escultura dels seus capitells tenen una base encara romànica, però semblen més pròxims a un protogòtic que la Porta de l'Almoina de la Catedral (1262). El seu estat de conservació és lamentable, les arquivoltes superiors estan tallades pel primer pis del claustre, està tapiada i es troba coberta per diverses capes de pintura. Queden els números pintats de quan es pensà desmuntar-la i traslladar-la peça a peça.
En cadascun dels capitells d'aquesta portada es desenvolupa una escena de la vida de sant Vicent, basada en la Passió (relat de finals del segle iv), així de dreta a esquerra: 
1. Capitell 1: Sant Vicent flagel·lat per dos soldats del prefecte Dacià.
2. Capitell 2: Sant Vicent sofreix el martiri de l'eculeo, aspa per a separar els membres per tensió.
3. Capitell 3: Els botxins claven ganxos al sant per a estripar la seua carn.
4. Capitell 4: El sant sobre una graella al foc, a sobre Dacià l'exhorta a renunciar a la seua fe.
5. Capitell 5: Sant Vicent a la presó amb els braços i cames immobilitzades amb ceps, un (o dos àngels, la lectura és difícil per l'estat de l'escultura) consolen al sant.
6. Capitell 6: El cos del sant és dipositat en un jaç on mor, mentre dos àngels agafen l'ànima del sant en forma de xiquet.[8]

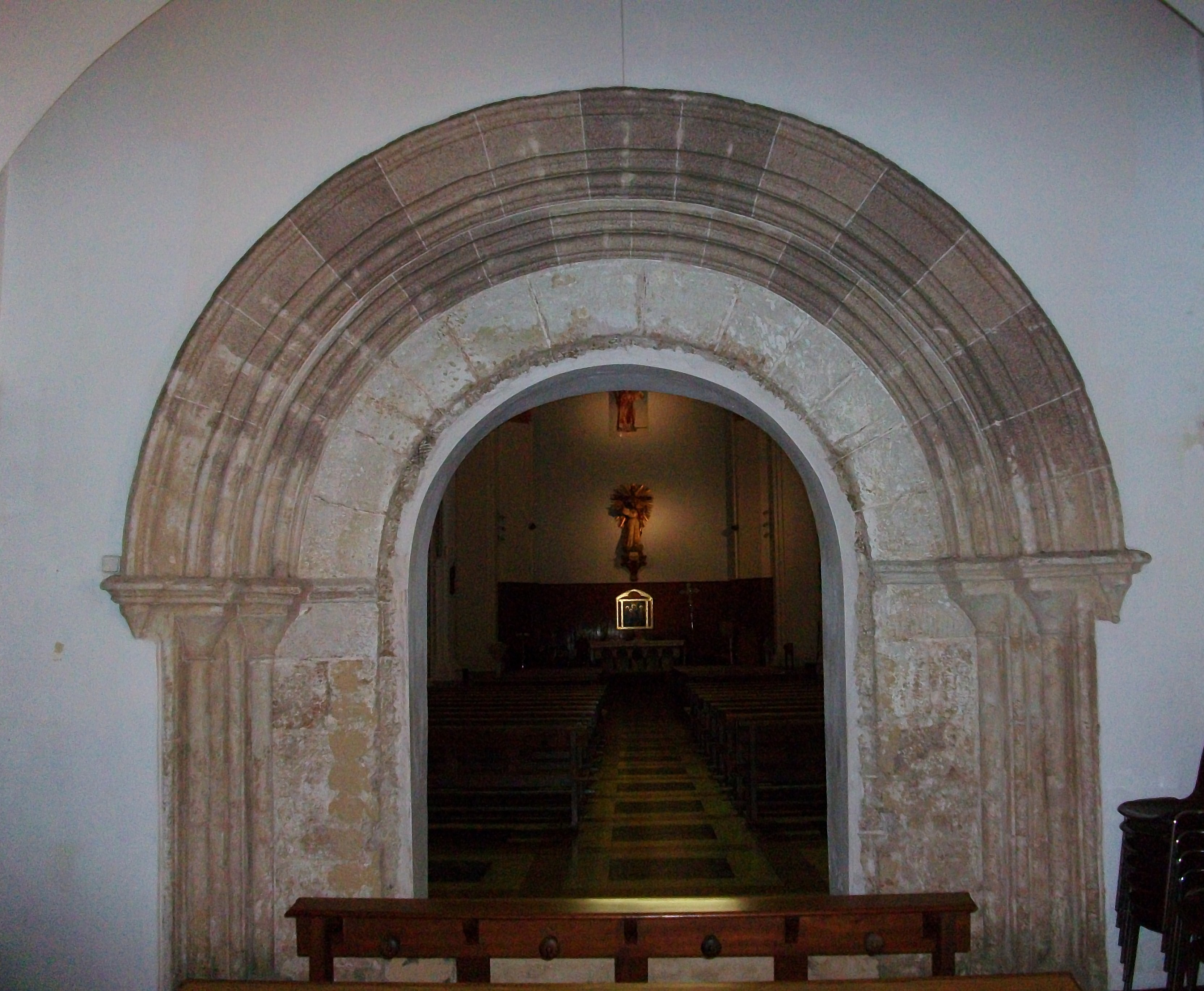
Portada tardoromànica situada als peus de l'església

L'altra portada, l'occidental, de l'església primitiva comunica amb dependències parroquials, és de pedra, revocada en època moderna i no té decoració figurativa. A més té menys profunditat, també amb arquivoltes de mig punt motllurades variadament i un parell de columnetes acodilladas* als muntants i dos capitells als extrems. L'absència de decoració i la manera de treballar la pedra situen la portada dins de la influència cistercenca que hauria tingut el temple primitiu. Existeixen altres dos portades menors al front meridional de l'edifici, les dues amb un arc apuntat de pedra motllurada.
En els murs de l'església s'entreveuen mostres que indiquen que es reutilitzaren carreus de la primera església, s'hi veuen arcs apuntats cecs i encastats a una altura considerable a la paret nord del transsepte.
Com tots els edificis medievals de València, Sant Vicent de la Roqueta durant la segona meitat del segle xvii va passar per un procés de reconstrucció i renovació. L'any 1651, Felip IV instà l'arquebisbe i alhora virrei de València fra Pedro de Urbina, a realitzar obres de renovació al temple, per a la qual cosa dos anys abans ja s'havien destinat les rendes dels llocs de Quart i Aldaia. L'onze de juliol de 1654 es contracta l'obra amb Cristòfol Escolano per 4500 lliures, però aquest no acabà l'obra, ja que al febrer de 1657 un acord finalitzava els problemes que el prior Josep Sans i el mestre d'obres tenien respecte al valor de l'obra feta. Al mestre se li liquidaven 1450 lliures pel treball fet fins llavors, amb la condició que un altre mestre es fera càrrec d'acabar les obres. La quantitat de la liquidació i les mateixes clàusules del document indiquen que a la renovació encara li faltava bastant per acabar el 1657.

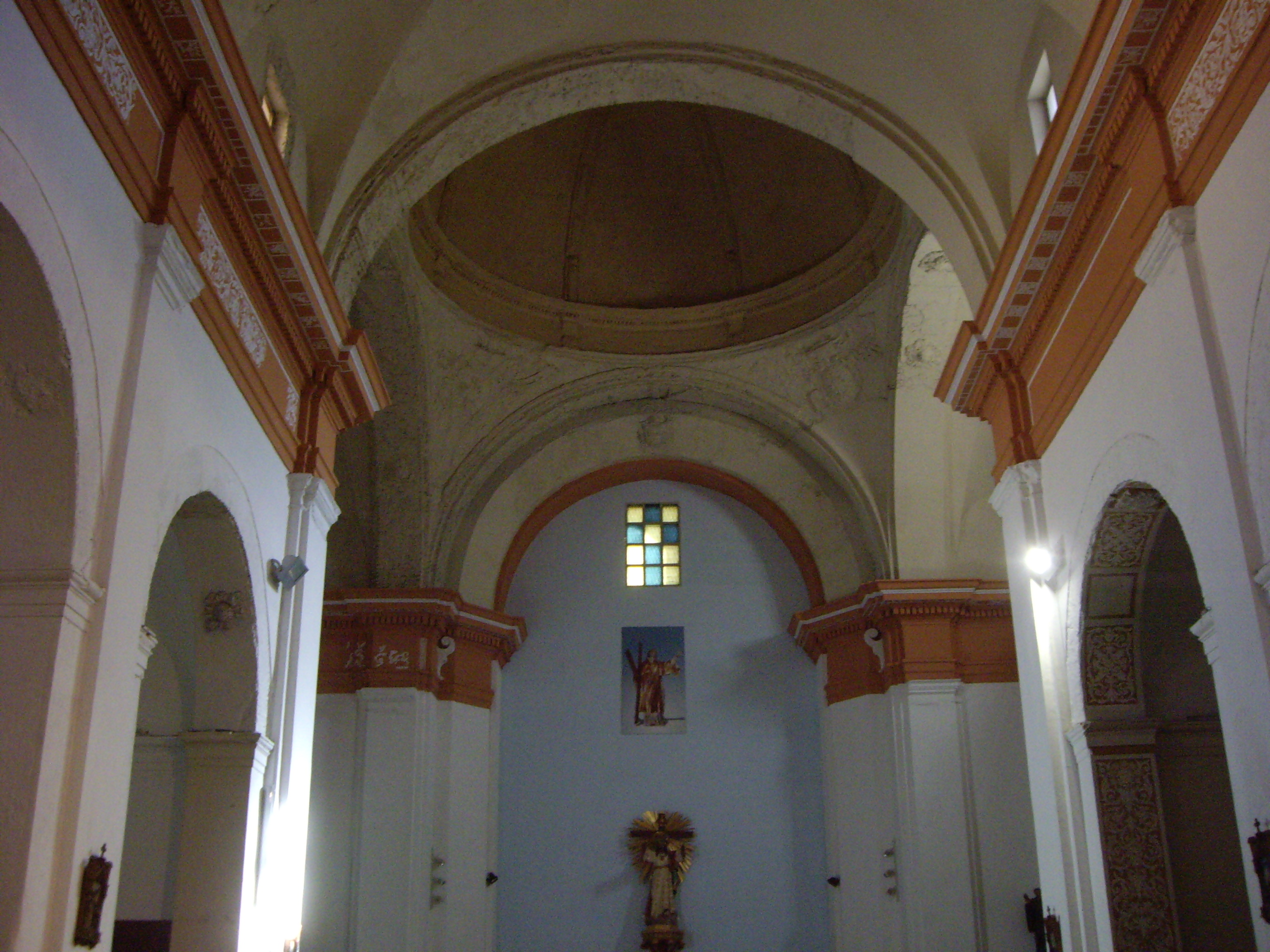
Interior de l'església

Acabades les obres, el resultat fou la completa reconstrucció de l'edifici, que es configurà com un temple amb nau única coberta amb una volta tapiada de canó amb llunetes, de quatre trams flanquejats per capelles entre contraforts, un cor alt als peus, i un transsepte que no destaca en planta però si amb una cúpula sense tambor ni llanterna. Els laterals de la nau s'articulen amb un doble ordre de pilastres toscanes amb un entaulament denticulat. La forma de la desapareguda capçalera és desconeguda, però podria haver tingut una profunditat equivalent a la d'un tram de la nau i un tester pla. Al creuer, a banda de la cúpula, destaquen quatre finestres situades dos a cada costat, amb edicles rematats per frontons corbs partits i boles, i també dues portades que s'obrien a les dependències adjacents al claustre i l'antiga sagristia. La sobrietat dels ordres es trencà amb els esgrafiats fets als fust de les pilastres, als intradossos dels arcs i als gallons de la cúpula, així i tot aquesta decoració serà menor si la comparem amb la que es desenvoluparia posteriorment en ple barroc valencià. Els efectes plàstics en aquesta església només destaquen a l'arc esbiaixat d'entrada al presbiteri on encara s'aprecien volutes i un escut de Poblet, i quatre escuts a les petxines de la cúpula més els florons que alternen amb els esgrafiats dels intradossos.
La resta de dependències del monestir també es degueren renovar a mitjans del segle xvii, ubicades al costat del mur septentrional del temple i al voltant del claustre. Aquest ja estava acabat a principis del segle xviii amb una ordenació severa de pilastres toscanes sobre pedestals i arcades de mig punt a la planta i a sobre buits simples amb balconets.
L'antiga capella medieval de la Mare de Déu de Betlem, custodiada per la confraria de la mateixa advocació, amenaçà ruïna cap a finals de 1701. Aleshores es traslladà i començà a reconstruir-se al solar immediat del costat meridional, cedit pel priorat, un altre acord semblant es produí el 1761 per ampliar la capella de la Verge de la tanca. Aquesta capella de la Mare de Déu de Betlem avui dia és la capella de la Comunió, té una planta rectangular amb un creuer destacat per una cúpula sobre petxines, sense tambor ni llanterna, que dona pas a un petit presbiteri. Per damunt de les pilastres d'ordre compost i l'entaulament es desenvolupa una decoració de florons, cartel·les, targes, caps d'àngels sobre les finestres, ornamentació vegetal tallada, que ocupa les petxines els gallons i la clau de la cúpula.
Durant la Guerra del Francés, Sant Vicent de la Roqueta serví de punt de suport per a l'assalt de la ciutat i després de quarter, fets que feren que part del seu patrimoni es perdés. Anys després, el 1835, la Desamortització va posar fi a l'existència del priorat de sant Vicent depenent de Poblet. Dos anys després, el 17 d'abril, l'Ajuntament va ordenar la demolició d'un part del conjunt tan significativa com la torre i la capçalera de l'església, amb el propòsit d'eixamplar el carrer de Sant Vicent i evitar així que l'edifici es convertís en un lloc des d'on atacar la ciutat en cas d'un atac de les tropes carlistes. El 1838 l'església, el monestir i els seus horts foren comprats per Pedro Escrig i Roviralta amb la intenció de dividir-los en habitatges i una posada.

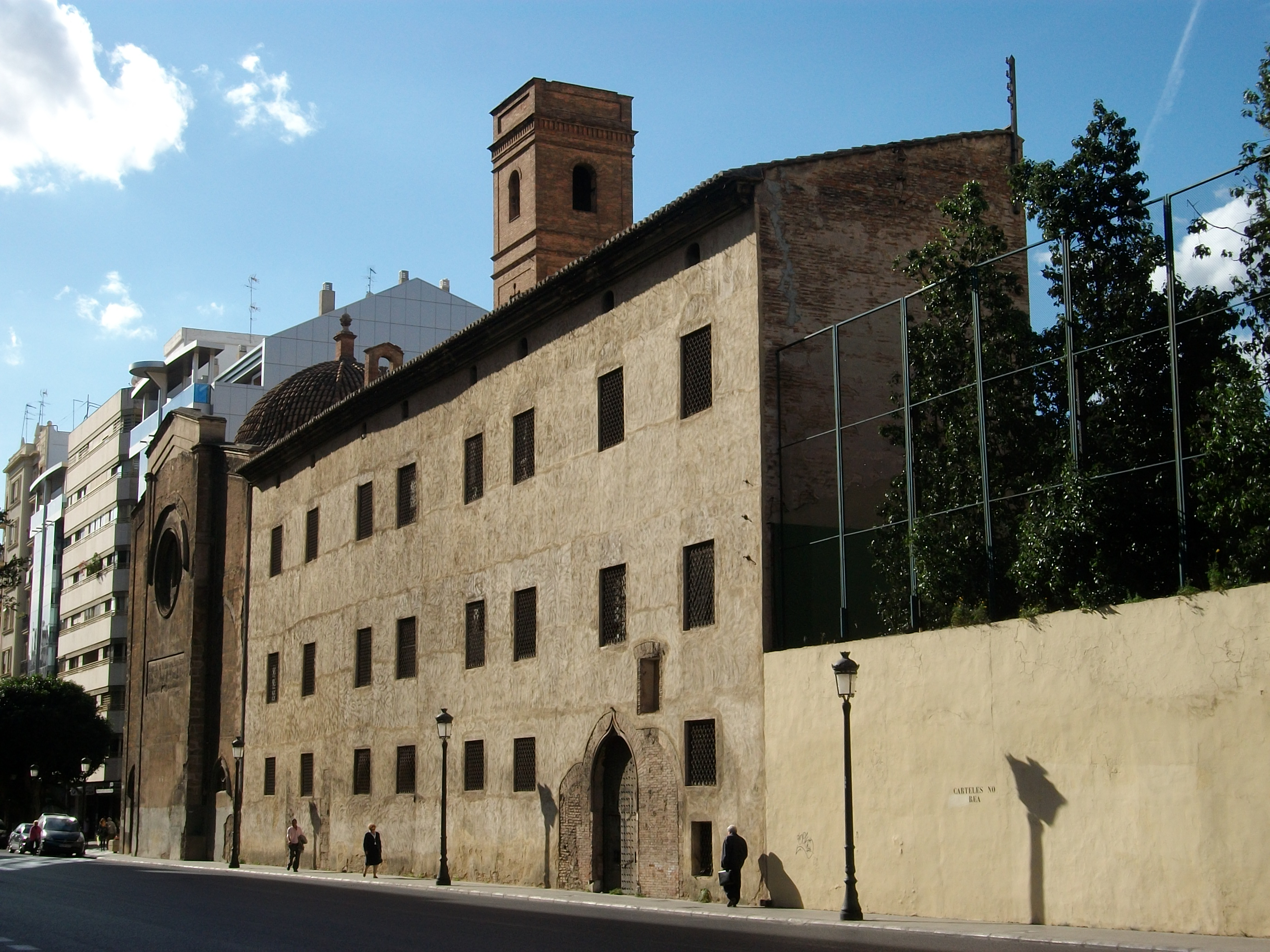
Exterior des del carrer de Sant Vicent

Després de restar abandonat, el conjunt fou comprat per les monges agustines (procedents de l'antic convent de Sant Josep i Santa Tecla del carrer de la Mar, tombat el 1868) l'any 1879 amb l'ajuda econòmica del marqués de Tremolar. A partir d'aleshores es procedí a adaptar Sant Vicent de la Roqueta a la nova comunitat monàstica i a la seua restauració, que li donaran l'aspecte actual.
Aquest projecte de rehabilitació s'encarregà a l'arquitecte Antonio Martorell, qui restauraria l'església, dissenyaria una nova façana que donara al carrer de Sant Vicent i arreglaria el claustre. El 1880 va consolidar la fàbrica del temple, i tancà la capçalera amb un tester pla i poc profund, a causa de l'eixamplament del carrer. Un any després començà l'adequació interior del temple, fet que afectà els esgrafiats i a les motllures, també s'utilitzaren els objectes d'art i sacres que les monges portaven del seu antic convent (com el conegut Crist del Rescat, el conjunt en relleu del martiri i la imatge sedent de sant Vicent a la presó). Del claustre només es conservaren els trams nord i oest, els altres es reconstruïren mimèticament i amb un cos més d'altura. La nova façana del carrer de Sant Vicent va unificar l'aspecte exterior, amb un estil neogòtic articulant la façana en tres cossos de finestres conopials tancades amb gelosies. L'entrada al convent es desplaçà al costat oposat de l'església i també té forma d'arc conopial. L'aspecte exterior de la nova capçalera es remata amb una mena de frontó triangular, té dos buits ogivals i una rosassa, també s'hi construí un petit campanar senzill, de rajola, de planta quadrada i buits d'arcs de mig punt.
Durant el 1936 l'església fou atacada amb bombes de fòsfor, el foc va cremar gran part del revestiment decoratiu interior deixant a la vista els murs de rajola i els carreus reutilitzats a l'obra feta el segle xvii. Acabada la guerra les monges tornaren al convent, fins que el 1973 es traslladen a Picassent. Posteriorment el complex de Sant Vicent de la Roqueta quasi desapareix, ja que només l'església es conservaria i la resta havia sigut comprat per un particular per a la seua demolició i la construcció d'habitatges. La mobilització de l'opinió pública obligà a l'Ajuntament a negar la llicència de demolició el 2 de novembre del 1973, i començar els tràmits per a declarar Sant Vicent de la Roqueta com a Monument Històric-Artístic, fet que ocorregué el 27 de març de 1978.
Actualment el conjunt presenta un estat de conservació bastant lamentable, s'han fet algunes intervencions puntuals de reparació però no arriben a realitzar-se cap dels projectes de restauració i adequació de tot el complex vicentí.